# Armitage, England
Armitage är en ort i Storbritannien.   Den ligger i grevskapet Staffordshire och riksdelen England, i den södra delen av landet, 180 km nordväst om huvudstaden London. Armitage ligger 84 meter över havet och antalet invånare är 5 090.
Terrängen runt Armitage är platt. Runt Armitage är det tätbefolkat, med 286 invånare per kvadratkilometer. Närmaste större samhälle är Walsall, 18,7 km söder om Armitage. Trakten runt Armitage består till största delen av jordbruksmark.